# Daniel Carnevali
Daniel Carnevali (ur. 4 grudnia 1946 w Rosario) – argentyński piłkarz występujący na pozycji bramkarza,  reprezentant kraju. Brał udział w mistrzostwach świata 1974.

## Życiorys

### Kariera klubowa
W trakcie kariery występował w Rosario Central, w Club Atlético Atlanta, w Chacarita Juniors, w hiszpańskim UD Las Palmas, w kolumbijskim Atlético Junior, w CA Colón i w Central Córdoba Rosario, w którym zakończył karierę. W sezonie 1980 wraz z Rosario Central świętował zdobycie mistrzostwa kraju. W sumie wystąpił w ponad 600 meczach ligowych.

## Kariera międzynarodowa
Carnevali był podstawowym bramkarzem Argentyny w pierwszych pięciu meczach mistrzostw świata w RFN. W ostatnim meczu w bramce zastąpił go Ubaldo Fillol.